# A Ruff Guide
A Ruff Guide è una raccolta del musicista inglese Tricky, uscita nel 2002.

## Tracce
1. Aftermath
2. Poems
3. For Real
4. Black Steel
5. Pumpkin
6. Broken Homes
7. Wash My Soul
8. I Be the Prophet
9. Makes Me Wanna Die
10. Tricky Kid
11. Scrappy Love
12. Ponderosa
13. Christiansands
14. Hell Is Around the Corner
15. Singing the Blues
16. Bubbles
17. Overcome